# 溫可微
溫可微（Woon Khe Wei，1989年3月18日—），馬來西亞女子羽毛球运动员，與搭檔許嘉雯現為大馬國家隊頭號女雙組合，常被大馬媒體並稱為「最美组合」或「美女组合」。

## 簡歷

### 2010年亞洲羽毛球錦標賽
2010年4月，溫可微參加在印度新德里舉行的亞洲羽毛球錦標賽，與許嘉雯合作出戰女子雙打比賽，她们俩分别在八强赛以2-1（26-24、11-21、21-19）击退印尼强档兼印尼头號女双梅利亚娜·乔哈里/格雷西娅·波利。在半决赛，再一次爆冷以2-1（18-21、21-17、21-14）逆转拿下当时的泰国头號女双 沙威丽·阿米达拜/瓦查拉邦·蒙吉特，以黑马姿态闯进决赛，最終以1比2（10-21、6-21）不敵中國的潘攀/田卿奪得亞軍，在第一次合作就取得了好成績。她们在此项赛事一路击退不少强档，虽然最终遗憾只能夺得银牌，可是她们的表现值得大家的嘉奖。

### 2011年印度尼西亞羽毛球黃金大獎賽
2011年，教练组正式让溫可微與許嘉雯配对，两人接連在泰國和中華台北黃金大獎賽打進四強，其後更在印尼羽毛球黃金大獎賽中擊敗兩支中國組合，首度奪得國際賽事的女雙冠軍，被大馬媒體譽為最进步神速的大马女双组合。在此赛事，她们俩在八强赛以2-1（21-15、18-21、21-18)擊敗中国的成淑/潘攀，之后在半决赛以直落两局（21-12、21-13）轻取泰国的Sujitra Ekmongkolpaisarn / 汶亚达·蒙吉触革查罗恩。最终她们俩在决赛再一次以2-1（19-21、21-19、21-18）强势逆转中国的包宜鑫 / 钟倩欣，奪得俩人搭档以来首个國際賽事的女雙冠軍。

### 2013年东南亚运动会羽毛球比赛
2013年，溫可微與参加东南亚运动会羽毛球比赛，與許嘉雯出戰女子雙打項目。她们在半决赛以2-1（23-21、17-21、21-17)爆冷擊敗新加坡头號女雙欣塔·穆利亚·萨里/姚蕾，之后在决赛激战三局（21-17、18-21、21-17），再一次爆冷拿下赛会头號种子印尼的格雷西娅·波利 / 尼蒂娅·克里欣达·马赫斯瓦里，成功夺得女雙桂冠。

### 2014年英聯邦運動會羽毛球比賽
2014年8月，溫可微參加于苏格兰舉行的英聯邦運動會羽毛球比賽与许嘉雯以第2号种子的身份出战女子雙打項目。最终，她们俩成功在决赛以2-0（21-17、23-21)击退赛会第3号种子、印度的瓦拉·古塔/阿什维尼·蓬纳帕 , 夺下2014年英聯邦運動會羽毛球比賽女子双打冠军。

### 2014年亞運會奪銅
2014年9月，溫可微代表馬來西亞參加在韓國仁川舉行的亞洲運動會羽毛球比賽，與許嘉雯出戰女子雙打項目，最終在準決賽直落两局（16-21、17-21）不敌3號种子、日本的松友美佐紀 / 高橋禮華，仅能收穫铜牌，但已成为了自1970年之后，时隔44年以来，首支贏得亚运会女双铜牌的大马组合。温可微賽後指出，主要是自己的前三球处理不好，让她失去信心，與无法掌握风向無關；又指满意这枚铜牌收穫，毕竟此前未曾胜过这支日本强档，只是很想打得更好，反而让自己更紧张。亞運會後二人將暂时拆伙，分开参加不同的比赛。

### 2016年印度尼西亞羽毛球首要超級賽
2016年6月，溫可微參加在印尼雅加达舉行的印度尼西亞羽毛球首要超級賽，與許嘉雯出戰女子雙打項目，两人在次圈爆冷以2-0（21-17、21-19）击退赛会次号种子兼世界排名第2、印尼的格雷西娅·波利 / 尼蒂娅·克里欣达·马赫斯瓦里 ， 成功挺进八强。在八强赛，她们再以2-0（21-14 21-19）击退印尼次号女双英吉娅·西塔·阿凡达  / 马哈德维·伊斯特拉尼·尼·克图特 ，首闯顶级赛半决赛。

### 2016年夏季奧林匹克運動會羽毛球比賽
2016年8月，溫可微參加在巴西里約熱內盧舉行的夏季奧林匹克運動會羽毛球比賽，與許嘉雯出戰女子雙打項目，两人在小组赛以2胜1负的战绩，晋级八强。同时她们俩也是马来西亚羽坛史上首支晋级夏季奧林匹克運動會羽毛球比賽八强的女双选手。最終在八强賽力拼三局以1-2（18-21、21-18、9-21）惜败赛会头號种子兼後來奪冠、日本的松友美佐紀 / 高橋禮華。虽然遗憾落败，可是她们俩不放弃的精神，深受大马人民的敬佩。

### 2017年紐西蘭羽毛球黃金大獎賽
2017年8月，溫可微參加在紐西蘭奧克蘭舉行的紐西蘭羽毛球黃金大獎賽，與許嘉雯出戰女子雙打項目，两人一路过关斩将，成功杀进决赛，并且夺得女双桂冠，成功打破长达6年的国际赛冠军荒。她们俩分别在半决赛以2-1（21-18、13-21、21-13）击退印尼强档格雷西娅·波利 / 阿普里亚尼·拉哈育 ，以及在决赛里长达1小时39分钟的马拉松赛事中以2-1（18-21、21-16、21-19）惊险逆转日本强档櫻本絢子 / 高畑祐紀子。

### 2018年退役
2018年12月，溫可微因膝蓋傷勢宣佈從馬來西亞國家羽毛球隊退役，結束了長達15年的羽毛球職業生涯。

## 主要比賽成績
只列出曾進入準決賽的國際賽事成績：
| 年份   | 賽事                     | 公開賽級別 | 項目     | 搭檔   | 成績   |
| ------ | ------------------------ | ---------- | -------- | ------ | ------ |
| 2007年 | 亞洲青年羽毛球錦標賽     | 其他       | 混合雙打 | 陳煒   | 冠軍   |
| 2007年 | 馬來西亞羽毛球國際挑戰賽 | 國際挑戰賽 | 混合雙打 | 陳煒   | 亞軍   |
| 2008年 | 澳門羽毛球黃金大獎賽     | 黃金大獎賽 | 女子雙打 | 黄惠龄 | 準決賽 |
| 2009年 | 越南羽毛球大獎賽         | 大獎賽     | 女子雙打 | 张淑晶 | 銅牌   |
| 2009年 | 馬來西亞羽毛球國際挑戰賽 | 國際挑戰賽 | 女子雙打 | 张淑晶 | 亞軍   |
| 2009年 | 馬來西亞羽毛球國際挑戰賽 | 國際挑戰賽 | 混合雙打 | 陳煒   | 冠軍   |
| 2010年 | 亞洲羽毛球錦標賽         | 其他       | 女子雙打 | 許嘉雯 | 亞軍   |
| 2010年 | 英聯邦運動會羽毛球比賽   | 其他       | 混合團體 | －     | 金牌   |
| 2011年 | 泰國羽毛球黃金大獎賽     | 黃金大獎賽 | 女子雙打 | 許嘉雯 | 準決賽 |
| 2011年 | 中華台北羽毛球黃金大獎賽 | 黃金大獎賽 | 女子雙打 | 許嘉雯 | 準決賽 |
| 2011年 | 印尼羽毛球黃金大獎賽     | 黃金大獎賽 | 女子雙打 | 許嘉雯 | 冠軍   |
| 2011年 | 印度羽毛球大獎賽         | 大獎賽     | 女子雙打 | 許嘉雯 | 準決賽 |
| 2012年 | 中華台北羽毛球黃金大獎賽 | 黃金大獎賽 | 女子雙打 | 許嘉雯 | 準決賽 |
| 2012年 | 中華台北羽毛球黃金大獎賽 | 黃金大獎賽 | 混合雙打 | 王健國 | 準決賽 |
| 2012年 | 馬來西亞羽毛球國際挑戰賽 | 國際挑戰賽 | 混合雙打 | 王健國 | 準決賽 |
| 2013年 | 瑞士羽毛球黃金大獎賽     | 黃金大獎賽 | 女子雙打 | 許嘉雯 | 準決賽 |
| 2013年 | 紐西蘭羽毛球大獎賽       | 大獎賽     | 女子雙打 | 許嘉雯 | 亞軍   |
| 2013年 | 東南亞運動會羽毛球比賽   | 其他       | 女子雙打 | 許嘉雯 | 金牌   |
| 2014年 | 印度羽毛球黃金大獎賽     | 黃金大獎賽 | 女子雙打 | 許嘉雯 | 準決賽 |
| 2014年 | 英聯邦運動會羽毛球比賽   | 其他       | 混合團體 | －     | 金牌   |
| 2014年 | 英聯邦運動會羽毛球比賽   | 其他       | 女子雙打 | 許嘉雯 | 金牌   |
| 2014年 | 亞洲運動會羽毛球比賽     | 其他       | 女子雙打 | 許嘉雯 | 銅牌   |
| 2014年 | 澳門羽毛球黃金大獎賽     | 黃金大獎賽 | 女子雙打 | 許嘉雯 | 準決賽 |
| 2015年 | 印度羽毛球黃金大獎賽     | 黃金大獎賽 | 女子雙打 | 許嘉雯 | 亞軍   |
| 2015年 | 德國羽毛球黃金大獎賽     | 黃金大獎賽 | 女子雙打 | 許嘉雯 | 準決賽 |
| 2015年 | 中國羽毛球大師賽         | 黃金大獎賽 | 女子雙打 | 許嘉雯 | 準決賽 |
| 2015年 | 東南亞運動會羽毛球比賽   | 其他       | 女子團體 | －     | 銀牌   |
| 2015年 | 東南亞運動會羽毛球比賽   | 其他       | 女子雙打 | 許嘉雯 | 銀牌   |
| 2015年 | 碧特博格羽毛球黃金大獎賽 | 黃金大獎賽 | 女子雙打 | 許嘉雯 | 準決賽 |
| 2015年 | 墨西哥城羽毛球大獎賽     | 大獎賽     | 女子雙打 | 許嘉雯 | 準決賽 |
| 2016年 | 泰國羽毛球大師賽         | 黃金大獎賽 | 女子雙打 | 許嘉雯 | 準決賽 |
| 2016年 | 印尼羽毛球首要超級賽     | 首要超級賽 | 女子雙打 | 許嘉雯 | 準決賽 |
| 2016年 | 澳門羽毛球黃金大獎賽     | 黃金大獎賽 | 女子雙打 | 許嘉雯 | 準決賽 |
| 2017年 | 紐西蘭羽毛球黃金大獎賽   | 黃金大獎賽 | 女子雙打 | 許嘉雯 | 冠軍   |
| 2017年 | 東南亞運動會羽毛球比賽   | 其他       | 女子團體 | －     | 銀牌   |
| 2017年 | 東南亞運動會羽毛球比賽   | 其他       | 女子雙打 | 許嘉雯 | 銅牌   |

| 2007-2017年 | 首要超級賽 | 超級賽 | 黃金大獎賽 | 大獎賽 | 國際挑戰賽 | 國際系列賽 | 未來系列賽 | 其他 |

| 2018-2026年 | 總決賽 | 超級1000賽 | 超級750賽 | 超級500賽 | 超級300賽 | 超級100賽 | 國際挑戰賽 | 國際系列賽 | 未來系列賽 | 其他 |

### 奧運會和世錦賽參賽紀錄
|          | 搭檔             | 2007 | 2008 | 2009 | 2010 | 2011 | 2012 | 2013 | 2014 | 2015 | 2016 | 2017 | 2018 |
| -------- | ---------------- | ---- | ---- | ---- | ---- | ---- | ---- | ---- | ---- | ---- | ---- | ---- | ---- |
| 女子雙打 | 張淑晶           | －   | －   | 32強 | －   | －   | －   | －   | －   | －   | －   | －   | －   |
| 女子雙打 | 許嘉雯           | －   | －   | －   | －   | －   | －   | 16強 | 32強 | 32強 | 8強  | －   | 32強 |
|          |                  |      |      |      |      |      |      |      |      |      |      |      |      |
| 混合雙打 | 陈伟强           | 32強 | －   | －   | －   | －   | －   | －   | －   | －   | －   | －   | －   |
| 混合雙打 | 拉吉夫阿都拉迪夫 | －   | －   | 48強 | －   | －   | －   | －   | －   | －   | －   | －   | －   |

## 主要對賽紀錄
溫可微與主要對手的對賽成績如下（只列出部分對賽记录，截至2017年9月24日）
女雙 - 許嘉雯
| 對手                                             | 對賽次數 | 對賽結果 | 對賽結果 | 總計 |
| 對手                                             | 對賽次數 | 勝       | 負       | 總計 |
| ------------------------------------------------ | -------- | -------- | -------- | ---- |
| 尼蒂娅·克里欣达·马赫斯瓦里 安妮克·菲亚·奥古斯丁  | 4        | 2        | 2        | ±0   |
| 英吉娅·西塔·阿凡达 谢拉·德维·奥莉亚              | 3        | 2        | 1        | +1   |
| 英吉娅·西塔·阿凡达 尼·克图特·马哈德维·伊斯特拉尼 | 6        | 5        | 1        | +4   |
| 罗西尔塔·伊卡·普特里·萨里 德拉·德斯迪亚拉·哈里斯 | 3        | 2        | 1        | +2   |
| 張藝娜 嚴惠媛                                    | 5        | 3        | 2        | +1   |
| 格雷西娅·波利 梅利亚娜·乔哈里                    | 3        | 2        | 1        | +1   |
| 金昭映 崔惠仁                                    | 2        | 2        | 0        | ±2   |
| 于洋 王晓理                                      | 2        | 1        | 1        | ±0   |
| 黄雅琼 汤金华                                    | 1        | 1        | 0        | +1   |
| 松本麻佑 永原和可那                              | 2        | 2        | 0        | +2   |
| 德维·蒂卡·佩马塔萨里 凯希亚·纽维塔·哈纳迪亚      | 3        | 3        | 0        | +3   |
| 希瑟·奥利弗 劳伦·史密斯                          | 6        | 6        | 0        | +6   |
| 高畑祐紀子 櫻本絢子                              | 1        | 1        | 0        | +1   |
| 恭差拉·沃拉威七猜恭 当甲农·阿伦革颂              | 4        | 4        | 0        | +4   |
| 普蒂塔·素帕猜恭 沙西丽·德拉达那猜                | 10       | 6        | 4        | ±2   |
| 格雷西娅·波利 尼蒂娅·克里欣达·马赫斯瓦里         | 3        | 2        | 1        | +1   |
| 鄒美君 李明艷                                    | 2        | 2        | 0        | +2   |

## 個人榮譽
2014年11月，温可微与许嘉雯，获选为2013/14年度教育部卓越奖的「最卓越荣誉奖」得主，各自获得2万7000令吉奖励金，表扬她们在2013年缅甸东运会女双摘金、2014年格拉斯哥共运混合团体和女双双金，以及仁川亚运会女双4强摘铜的成就。